# UEFA Champions League 1995–96
UEFA Champions League 1995–96 là mùa giải thứ 41 của Cúp C1 châu Âu, và mùa giải thứ 4 kể từ khi nó được đổi tên thành UEFA Champions League. Juventus là đội vô địch sau khi đánh bại đương kim vô địch mùa giải 1994-95 Ajax trong trận chung kết trên chấm phạt đền. Đó là danh hiệu Champions League duy nhất mà Juventus giành được trong những năm 1990 mặc dù hai mùa giải kế tiếp họ đều góp mặt trong trận đấu cuối cùng, và là một trong ba trận thắng của một đại diện đến từ Ý trong trận chung kết, mặc dù mọi trận chung kết trong bảy năm liên tiếp từ năm 1992 đến 1998 đều góp mặt một câu lạc bộ Serie A. Mùa giải 1995-96 cũng là giải đấu đầu tiên mà một chiến thắng tương ứng với ba điểm giành được thay vì hai điểm như trước đó.

## Đội tham dự
Có tổng cộng 24 đội tham gia tranh tài là các nhà vô địch giải quốc nội ở mỗi quốc gia của 24 quốc gia hàng đầu trong bảng xếp hạng hệ số UEFA, bao gồm cả đội chủ nhà UEFA Champions League mùa trước là Ajax. Các nhà vô địch quốc gia của các hiệp hội bóng đá xếp hạng từ 1–7, cùng với đội đương kim vô địch sẽ vào thẳng vòng bảng còn tất cả các đại diện còn lại của các hiệp hội xếp hạng 8-24 tham dự từ vòng loại. Các nhà vô địch quốc gia còn lại của các hiệp hội xếp hạng 25–47 chỉ được phép tham dự UEFA Cup.
| Vòng bảng             | Vòng bảng               | Vòng bảng              | Vòng bảng            |
| --------------------- | ----------------------- | ---------------------- | -------------------- |
| AjaxTH (1st)          | Nantes (1st)            | Real Madrid (1st)      | Porto (1st)          |
| Juventus (1st)        | Borussia Dortmund (1st) | Blackburn Rovers (1st) | Spartak Moscow (1st) |
| Vòng sơ loại          |                         |                        |                      |
| Anderlecht (1st)      | Aalborg BK (1st)        | Legia Warsaw (1st)     | Ferencváros (1st)    |
| Beşiktaş (1st)        | Göteborg (1st)          | Steaua București (1st) | Hajduk Split (1st)   |
| Casino Salzburg (1st) | Rangers (1st)           | Rosenborg (1st)        | Anorthosis (1st)     |
| Panathinaikos (1st)   | Grasshopper (1st)       | Maccabi Tel Aviv (1st) | Dynamo Kyiv (1st)    |

## Thời gian thi đấu
Lịch trình giải đấu diễn ra như sau (tất tất cả các lễ bốc thăm được tổ chức tại Geneva, Thụy Sĩ)
| Giai đoạn           | Vòng               | Ngày bốc thăm       | Lượt đi                                             | Lượt về                                             |
| ------------------- | ------------------ | ------------------- | --------------------------------------------------- | --------------------------------------------------- |
| Vòng loại thứ nhất  | Vòng loại thứ nhất | 12 tháng 7 năm 1995 | 9 tháng 8 năm 1995                                  | 23 tháng 8 năm 1995                                 |
| Vòng bảng           | Lượt trận 1        | 25 tháng 8 năm 1995 | 13 tháng 9 năm 1995                                 | 13 tháng 9 năm 1995                                 |
| Vòng bảng           | Lượt trận 2        | 25 tháng 8 năm 1995 | 27 tháng 9 năm 1995                                 | 27 tháng 9 năm 1995                                 |
| Vòng bảng           | Lượt trận 3        | 25 tháng 8 năm 1995 | 18 tháng 10 năm 1995                                | 18 tháng 10 năm 1995                                |
| Vòng bảng           | Lượt trận 4        | 25 tháng 8 năm 1995 | 1 tháng 11 năm 1995                                 | 1 tháng 11 năm 1995                                 |
| Vòng bảng           | Lượt trận 5        | 25 tháng 8 năm 1995 | 22 tháng 11 năm 1995                                | 22 tháng 11 năm 1995                                |
| Vòng bảng           | Lượt trận 6        | 25 tháng 8 năm 1995 | 6 tháng 12 năm 1995                                 | 6 tháng 12 năm 1995                                 |
| Vòng loại trực tiếp | Tứ kết             | 25 tháng 8 năm 1995 | 6 tháng 3 năm 1996                                  | 20 tháng 3 năm 1996                                 |
| Vòng loại trực tiếp | Bán kết            | 25 tháng 8 năm 1995 | 3 tháng 4 năm 1996                                  | 17 tháng 4 năm 1996                                 |
| Vòng loại trực tiếp | Chung kết          | 25 tháng 8 năm 1995 | 22 tháng 5 năm 1996 tại Sân vận động Olimpico, Roma | 22 tháng 5 năm 1996 tại Sân vận động Olimpico, Roma |

## Vòng sơ loại
Dynamo Kyiv đã giành chiến thắng trong trận đấu với Aalborg BK,nhưng trong trận đấu đầu tiên với Panathinaikos, họ đã bị buộc tội hối lộ trọng tài Antonio López Nieto, để giành chiến thắng. Bất chấp kháng cáo, họ đã bị loại khỏi giải và bị cấm thi đấu trong hai năm, và vì thế Aalborg BK thay thế họ ở vòng bảng. Lệnh cấm của Dynamo cuối cùng đã được giảm xuống còn một mùa giải.
| Đội 1           | TTS     | Đội 2            | Lượt đi | Lượt về |
| --------------- | ------- | ---------------- | ------- | ------- |
| Grasshopper     | 2–1     | Maccabi Tel Aviv | 1–1     | 1–0     |
| Rangers         | 1–0     | Anorthosis       | 1–0     | 0–0     |
| Legia Warsaw    | 3–1     | IFK Göteborg     | 1–0     | 2–1     |
| Casino Salzburg | 0–1     | Steaua București | 0–0     | 0–1     |
| Dynamo Kyiv     | 4–1     | Aalborg BK       | 1–0     | 3–1     |
| Rosenborg       | 4–3     | Beşiktaş         | 3–0     | 1–3     |
| Anderlecht      | 1–2     | Ferencváros      | 0–1     | 1–1     |
| Panathinaikos   | 1–1 (a) | Hajduk Split     | 0–0     | 1–1     |

## Vòng bảng
11 đội trong số 16 đội lần đầu tiên xuất hiện tại vòng bảng UEFA Champions League gồm Aalborg BK, Blackburn Rovers, Borussia Dortmund, Ferencváros, Grasshopper, Juventus, Legia Warsaw, Nantes, Panathinaikos, Real Madrid và Rosenborg. Panathinaikos đã chơi ở vòng bảng của Cúp C1 châu Âu 1991–92.

### Bảng A
| VT | Đội           | ST | T | H | B | BT | BB | HS | Đ  | Giành quyền tham dự          |
| -- | ------------- | -- | - | - | - | -- | -- | -- | -- | ---------------------------- |
| 1  | Panathinaikos | 6  | 3 | 2 | 1 | 7  | 3  | +4 | 11 | Tiến tới Vòng loại trực tiếp |
| 2  | Nantes        | 6  | 2 | 3 | 1 | 8  | 6  | +2 | 9  | Tiến tới Vòng loại trực tiếp |
| 3  | Porto         | 6  | 1 | 4 | 1 | 6  | 5  | +1 | 7  |                              |
| 4  | Aalborg BK    | 6  | 1 | 1 | 4 | 5  | 12 | −7 | 4  |                              |

### Bảng B
| VT | Đội              | ST | T | H | B | BT | BB | HS  | Đ  | Giành quyền tham dự          |
| -- | ---------------- | -- | - | - | - | -- | -- | --- | -- | ---------------------------- |
| 1  | Spartak Moscow   | 6  | 6 | 0 | 0 | 15 | 4  | +11 | 18 | Tiến tới Vòng loại trực tiếp |
| 2  | Legia Warsaw     | 6  | 2 | 1 | 3 | 5  | 8  | −3  | 7  | Tiến tới Vòng loại trực tiếp |
| 3  | Rosenborg        | 6  | 2 | 0 | 4 | 11 | 16 | −5  | 6  |                              |
| 4  | Blackburn Rovers | 6  | 1 | 1 | 4 | 5  | 8  | −3  | 4  |                              |

### Bảng C
| VT | Đội               | ST | T | H | B | BT | BB | HS  | Đ  | Giành quyền tham dự          |
| -- | ----------------- | -- | - | - | - | -- | -- | --- | -- | ---------------------------- |
| 1  | Juventus          | 6  | 4 | 1 | 1 | 15 | 4  | +11 | 13 | Tiến tới Vòng loại trực tiếp |
| 2  | Borussia Dortmund | 6  | 2 | 3 | 1 | 8  | 8  | 0   | 9  | Tiến tới Vòng loại trực tiếp |
| 3  | Steaua București  | 6  | 1 | 3 | 2 | 2  | 5  | −3  | 6  |                              |
| 4  | Rangers           | 6  | 0 | 3 | 3 | 6  | 14 | −8  | 3  |                              |

### Bảng D
| VT | Đội         | ST | T | H | B | BT | BB | HS  | Đ  | Giành quyền tham dự          |
| -- | ----------- | -- | - | - | - | -- | -- | --- | -- | ---------------------------- |
| 1  | Ajax        | 6  | 5 | 1 | 0 | 15 | 1  | +14 | 16 | Tiến tới Vòng loại trực tiếp |
| 2  | Real Madrid | 6  | 3 | 1 | 2 | 11 | 5  | +6  | 10 | Tiến tới Vòng loại trực tiếp |
| 3  | Ferencváros | 6  | 1 | 2 | 3 | 9  | 19 | −10 | 5  |                              |
| 4  | Grasshopper | 6  | 0 | 2 | 4 | 3  | 13 | −10 | 2  |                              |

## Vòng loại trực tiếp

### Biểu đồ
|  | Tứ kết            | Tứ kết        | Tứ kết       | Tứ kết |   |          | Bán kết | Bán kết | Bán kết | Bán kết |  |  | Chung kết | Chung kết |
|  |                   |               |              |        |   |          |         |         |         |         |  |  |           |           |
|  | Borussia Dortmund | 0             | 0            | 0      |   |          |         |         |         |         |  |  |           |           |
|  | Ajax              | 2             | 1            | 3      |   |          |         |         |         |         |  |  |           |           |
|  | Ajax              | 2             | 1            | 3      |   | Ajax     | 0       | 3       | 3       |         |  |  |           |           |
|  |                   |               |              |        |   | Ajax     | 0       | 3       | 3       |         |  |  |           |           |
|  |                   | Panathinaikos | 1            | 0      | 1 |          |         |         |         |         |  |  |           |           |
|  | Legia Warsaw      | Panathinaikos | 1            | 0      | 1 | 0        | 0       | 0       |         |         |  |  |           |           |
|  | Legia Warsaw      |               |              |        |   | 0        | 0       | 0       |         |         |  |  |           |           |
|  | Panathinaikos     | 0             | 3            | 3      |   |          |         |         |         |         |  |  |           |           |
|  |                   |               |              |        |   |          |         |         |         |         |  |  | Ajax      | 1 (2)     |
|  |                   |               | Juventus (p) | 1 (4)  |   |          |         |         |         |         |  |  |           |           |
|  | Real Madrid       | 1             | 0            | 1      |   |          |         |         |         |         |  |  |           |           |
|  | Juventus          | 0             | 2            | 2      |   |          |         |         |         |         |  |  |           |           |
|  | Juventus          | 0             | 2            | 2      |   | Juventus | 2       | 2       | 4       |         |  |  |           |           |
|  |                   |               |              |        |   | Juventus | 2       | 2       | 4       |         |  |  |           |           |
|  |                   | Nantes        | 0            | 3      | 3 |          |         |         |         |         |  |  |           |           |
|  | Nantes            | Nantes        | 0            | 3      | 3 | 2        | 2       | 4       |         |         |  |  |           |           |
|  | Nantes            |               |              |        |   | 2        | 2       | 4       |         |         |  |  |           |           |
|  | Spartak Moscow    | 0             | 2            | 2      |   |          |         |         |         |         |  |  |           |           |

### Tứ kết
| Đội 1             | TTS | Đội 2          | Lượt đi | Lượt về |
| ----------------- | --- | -------------- | ------- | ------- |
| Borussia Dortmund | 0–3 | Ajax           | 0–2     | 0–1     |
| Legia Warsaw      | 0–3 | Panathinaikos  | 0–0     | 0–3     |
| Real Madrid       | 1–2 | Juventus       | 1–0     | 0–2     |
| Nantes            | 4–2 | Spartak Moscow | 2–0     | 2–2     |

### Bán kết
| Đội 1    | TTS | Đội 2         | Lượt đi | Lượt về |
| -------- | --- | ------------- | ------- | ------- |
| Ajax     | 3–1 | Panathinaikos | 0–1     | 3–0     |
| Juventus | 4–3 | Nantes        | 2–0     | 2–3     |

### Chung kết
| Ajax                                  | 1–1 (s.h.p.) | Juventus                                |
| ------------------------------------- | ------------ | --------------------------------------- |
| Litmanen 41'                          | Báo cáo      | Ravanelli 12'                           |
| Loạt sút luân lưu                     |              |                                         |
| Davids · Litmanen · Scholten · Silooy | 2–4          | Ferrara · Pessotto · Padovano · Jugović |

## Top cầu thủ ghi bàn
Những cầu thủ ghi bàn nhiều nhất tại UEFA Champions League 1995–96 (không bao gồm các bàn thắng vòng sơ loại) như sau:
| Hạng | Tên                  | Câu lạc bộ       | Số bàn |
| ---- | -------------------- | ---------------- | ------ |
| 1    | Jari Litmanen        | Ajax             | 9      |
| 2    | Alessandro Del Piero | Juventus         | 6      |
| 2    | Raúl                 | Real Madrid      | 6      |
| 2    | Krzysztof Warzycha   | Panathinaikos    | 6      |
| 5    | Patrick Kluivert     | Ajax             | 5      |
| 5    | Yuriy Nikiforov      | Spartak Moscow   | 5      |
| 5    | Nicolas Ouédec       | Nantes           | 5      |
| 5    | Fabrizio Ravanelli   | Juventus         | 5      |
| 9    | Mike Newell          | Blackburn Rovers | 4      |
| 9    | Iván Zamorano        | Real Madrid      | 4      |
| 11   | Erik Bo Andersen     | Aalborg BK       | 3      |
| 11   | Karl Petter Løken    | Rosenborg        | 3      |
| 11   | Reynald Pedros       | Nantes           | 3      |
| 11   | Sergei Yuran         | Spartak Moscow   | 3      |
| 11   | Japhet N'Doram       | Nantes           | 3      |